# Battaglia del passo Shanhai
La battaglia del passo Shanhai (anche conosciuta come battaglia di Shanhai), venne combattuta il 27 maggio 1644 al passo Shanhai, (in cinese 山海關, Shanhaiguan) ad est della Grande muraglia, e fu decisiva per la presa di potere della dinastia Qing in Cina.
Dorgon, principe reggente dei Qing (di stirpe Manchu), alleato con l'ex-generale dei Ming Wu Sangui, sconfisse il leader ribelle Li Zicheng della dinastia Shun; la vittoria permise a Dorgon di conquistare rapidamente Pechino ed ai Qing di prendere il posto della dinastia Ming.

## Battaglia
Il 25 maggio 1644, Li Zicheng dispose i suoi uomini lungo il fiume Sha (沙河), pochi chilometri ad ovest delle fortificazioni di Shanhaiguan. Egli poteva osservare il campo di battaglia da una collinetta, accompagnato da due giovani principi Ming che aveva preso in ostaggio. Anche Wu Sangui, che si era appena arreso ai Qing ed aveva accettato di aiutarli nel conflitto, dopo aver lasciato poche truppe in difesa di Shanhaiguan, schierò il grosso delle sue forze lungo lo Sha, a fronteggiare Li Zicheng.
All'alba del 27, alle forze di Wu Sangui fu ordinato di attaccare l'esercito di Li Zicheng. Benché quest'attacco portasse disordine tra le linee degli Shun esse non cedettero, anzi causarono grosse perdite alle forze di Wu. Lo storico Frederic Wakeman sostiene che nel tardo pomeriggio, l'esercito di Wu Sangui era sull'orlo della sconfitta quando una "violenta tempesta di sabbia" si abbatté sul campo di battaglia.
Dorgon scelse questo momento per intervenire: passando al galoppo intorno al fianco destro di Wu, la cavalleria Qing attaccò l'ala sinistra avversaria. Vedendo questi guerrieri a cavallo, con la testa rasata, sbucare fuori dalla tempesta e correre verso loro, le truppe Shun ruppero le loro linee e fuggirono in disordine. Con la loro ala sinistra in frantumi, l'esercito Shun cedette; migliaia di soldati vennero massacrati durante la ritirata caotica verso Yongping.

## Conseguenze
La sera del 27 maggio, Li ed il grosso del suo esercito erano a Yongping (永平) sulla strada per Pechino, mentre molti dei suoi ufficiali e soldati fuggivano verso la capitale. Il giorno successivo, anch'egli si ritirò su Pechino, che raggiunse il 31 maggio. Il 3 giugno, come "gesto di sfida finale", dopo la sua sconfitta, Li ufficialmente si incoronò Imperatore del Grande Shun nel Palazzo Wuying (武英殿). Dopo 42 giorni a Pechino, Li Zicheng fece incendiare il complesso del palazzo imperiale ed abbandonò la capitale, fuggendo verso ovest. La popolazione di Pechino massacrò quasi duemila ribelli che non erano riusciti a fuggire.
Il 19 ottobre Dorgon ricevette il giovane imperatore Shunzhi, a Pechino, dove venne ufficialmente incoronato l'8 novembre 1644, che in seguito divenne il primo imperatore della dinastia Qing a regnare su tutta la Cina.